# Delta (műsor)
A Delta tudományos híradó a Magyar Televízió egyik legrégebbi ismeretterjesztő műsora, 1964 és 1996, 1999 és 2001 (Prospero Produkció, Galántai Zoltán főszerkesztésével), illetve 2001 és 2012 között futott. 
2023. október 21-én ismét adásba került, Fejős Ádám műsorvezetésével a Duna csatornán. 2024. április 14-én pedig csatlakozott Fejős Ádámhoz Bíró Ada, a mesterséges intelligencia által alkotott műsorvezető. Legendás műsorvezetője Kudlik Júlia volt.

## Története
1964. január 31-én adták le az első számát a műsornak, amely "a Holdra szállás előtt indult, és a Mars-kutatás korában is tájékoztatja a nézőket". A műsor sokáig azon kevés hírforrások egyike volt, amely a "nyugati világ" tudományos eredményeit, újdonságait ismertette. A sorozat a Magyar Televízió Közművelődési Főszerkesztőségen készült, amelynek akkoriban Sylvester András volt a vezetője.
A műsor a Magyar Televízió negyedik tudományos műsora volt, ez is befolyásolhatta azt, hogy a Delta nevet kapta, mely a görög ábécé negyedik betűje.

A legelső adásról így számolt be a korabeli újság:

„Az új műsor az elmúlt hónapok hazai és külföldi tudományos-technikai érdekességeiről számol be, filmrészletek és híradóképek segítségével.

Szerkesztő: Szuhay-Havas Ervin

Közreműködik: Kovács P. József, Poór Klári

Rendező: Bánki Iván”

A műsor az elsők között váltott színes technikára (1976-tól). 2009-ig több mint 1500 adás 40 000-nél több percét őrizte a televízió archívuma. 
A Deltát 1965-től 1996-ig a műsorral szinte azonosított Kudlik Júlia vezette. Ezt követően még egy rövid ideig visszatért a Delta műsorvezetéséhez; a 45. jubileumi műsoron és rendezvényen azonban nem vett részt.
1967-től 1994-ig Várhelyi Tamás főszerkesztő nevéhez fűződik a műsor arculatának, tematikájának kialakítása (aki egy ideig a Delta újság főszerkesztője is volt). Az alapkoncepció végig az volt, hogy a legfrissebb tudományos eredményekről, az új technikai vívmányokról tájékoztassa a nézőket. 
A '90-es évek közepén a Delta eltűnt a képernyőről, majd először Tudományos Híradó, aztán Delta 2000 néven folytatódott, majd 2001-től eredeti nevén, új műsorvezetővel szerepelt az MTV műsorán szombat reggel 20 percben. A műsor végül 2012-ben megszűnt. 

## Főcím
A Delta indító képsorai is közismertek. Az ismert forma Konrád József rendező idejében alakult ki (1964-1965). Szuhay-Havas Ervin az akkori tudományos kisfilmekből (pontosabban egy másik műsorának, a Nagy pillanatok - nagy felfedezések snittjeiből) válogatta ki a felvételeket a Vezúv kitöréséről, egy deltaszárnyú Avro Vulcan (a pontos típusa Avro 698 Vulcan VX777, ami az 1957-es Farnborough International Air Show-n volt látható) bombázóról, egy alacsonyan elhúzó MiG–19-es gépről (amely 1955-ben a szovjetunióbeli tusinói légiparádén volt látható), a Himalájáról készített légifelvételekből (amelynek forrása a Conquest of Everest című Hillaryról és Tenzig Norgayről szóló 1953-as dokumentumfilm), a csillagos égről (a Rozetta és Helix nebula), Scottról és három társáról, a hóban gázoló szánhúzó emberekről (akik az 1948-as Scott of the Antarctic című játékfilmben voltak láthatók), az antarktiszi expedíción hóban gázoló lánctalpasról (amely egy 1955-ös gyártású Tucker 743 Double-drive Sno-cat), Edmund Hillaryról és Vivian Fuchsról (ez utóbbi 1959-es dokumentumfilm címe Antarctic Crossing, és az 1955-1958-as Nemzetközösségi transzantarktiszi expedícióról (The Commonwealth Trans-Antarctic Expedition) szólt).
Zenéje a Song of the Second Moon, mely Tom Dissevelt és Kid Baltan műve, ami egyben az egyik legelső elektronikus szintézissel előállított zene. Erre az akkor ritkaságnak számító elektronikus zenére Belohorszky Károly, a Rádió technikai rendezője bukkant rá egy 1957-es lemezen, amelyet Csehszlovákiából hozott.
A bizarr, sötét képsor és a földöntúli hangzású jellegzetes melódia a műsor markáns, általánosan ismert ikonjaivá váltak. A zenét többen is feldolgozták (az eredeti szerző ismeretének hiányában), pl. „Delta friss” címen Berki László és cigányzenekara (A variációk mestere c. albumon, 1990, Hungaroton SLPM 10246).
A főcímet 1989-ben újratervezték (főként annak minőségi romlása miatt), ahol az eredeti főcím részeit is felhasználták és digitálisan újrakeverték.

## Stáb
Műsorvezetők
- Poór Klára és Kovács P. József (1964. január)
- Lénárd Judit (1964–1965. december)
- Kudlik Júlia (1965. december 5.–1996, 2001)
- dr. Fiar Sándor (2001–2012)
- Fejős Ádám (2023–)
- Bíró Ada (2024–)

Rendezők
- Bánki Iván
- Konrád József
- Kirsch Gusztáv
- Hoffmann György
- Soós Árpád
- ifj. Kollányi Ágoston (1975–2012)

Szerkesztők
- Szuhay-Havas Ervin (első szerkesztő)
- Kővári Péter
- Montskó Éva (1976-tól, 1994-től felelős szerkesztő)

Operatőrök
- Borbás Tamás
- Hajdu János
- Hámori Attila
- ifj. Török Vidor

Vágók
- Tóth György
- Soós Árpád
- Gerstner Adrienne